# Запруды (Кобринский район)
Запру́ды (бел. Запруды) — деревня в Кобринском районе Брестской области Белоруссии. Входит в состав Остромичского сельсовета.
По данным на 1 января 2016 года население составило 180 человек в 74 домохозяйствах.
В деревне расположены базовая школа, амбулатория врача общей практики и магазин. 
Запруды — бывшая усадьба Майеров. Возникла на территории средневекового замка, от которого до наших дней сохранились остатки оборонных укреплений —   рвы и валы. Усадебный дом не сохранился. На месте усадьбы расположена базовая школа. В северо-западной части сохранился участок старинного парка, в котором растут клены, липы, дубы, лещина. Рядом находится родник. Недалеко создан искусственный пруд. Остатки замка, парка и родник представляют единый природно-исторический комплекс, требующих охраны и восстановления.    

## География
Деревня расположена в 18 км к северо-востоку от города и станции Кобрин и в 62 км к востоку от Бреста, в месте пересечения автодороги Р2 Кобрин-Ивацевичи с дорогой на Пружаны и съездом на шоссе М1 Брест-Минск.
На 2012 год площадь населённого пункта составила 1,63 км² (163 га).

## История
Населённый пункт известен с 1886 года. В разное время население составляло:
- 1999 год: 97 хозяйств, 257 человек;
- 2005 год: 91 хозяйство, 239 человек;
- 2009 год: 204 человека;
- 2016 год[2]: 74 хозяйства, 180 человек;
- 2019 год[1]: 128 человек.